# Cămărzana

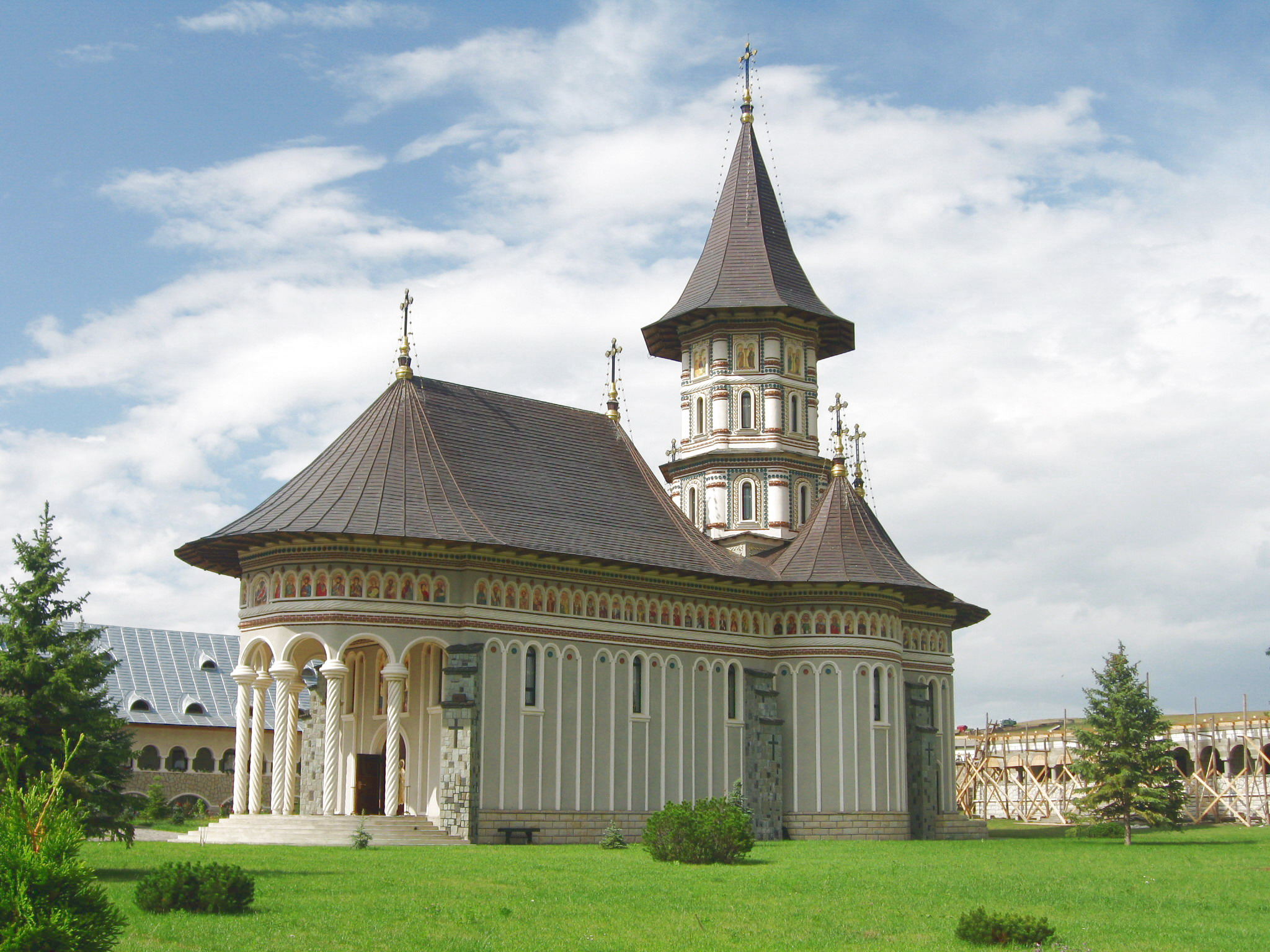
Monastero Cămârzana

Cămărzana è un comune della Romania di 2 581 abitanti, ubicato nel distretto di Satu Mare, nella regione storica della Transilvania.